# ستيف توماس
ستيف توماس (بالإنجليزية: Stephen Thomas)‏ (23 يونيو 1979 في المملكة المتحدة - ) هو مدرب كرة قدم ولاعب كرة قدم بريطاني في مركز الوسط. شارك مع منتخب ويلز تحت 21 سنة لكرة القدم. أما مع النوادي، فقد لعب مع نادي ريكسهام ونادي يورك سيتي ودارلينجتون إف سى.

## وصلات خارجية
- ستيف توماس على موقع قاعدة بيانات كرة القدم.إي يو (الإنجليزية)
- ستيف توماس على موقع Soccerbase.com (لاعب) (الإنجليزية)